# Myosauroides
Myosauroides es un género extinto de terápsidos dicinodontos herbívoros que vivieron entre 259 y 255 millones de años (Pérmico tardío) en lo que ahora es África; sus restos fósiles se han encontrado en la meseta del Karroo.